# Цілющі джерела
Цілю́щі Джере́ла — парк-пам'ятка садово-паркового мистецтва місцевого значення в Україні. Розташований на території Мелітопольського району Запорізької області, в селі Терпіння. 
Площа 3 га. Статус присвоєно згідно з рішенням Запорізької обласної ради від 17.08.1999 року № 7. Перебуває у віданні: Терпіннівська сільська рада. 
Неподалік від парку розташована ботанічна пам'ятка природи — Дуб Патріарх.